# Barry Jenkins (drummer)
Colin Ernest (‘Barry’) Jenkins (Leicester (Engeland), 22 december 1944) is een Engelse drummer in ruste. Hij heeft in de jaren zestig van de 20e eeuw in drie bekende popgroepen gespeeld: The Nashville Teens,  The Animals en Eric Burdon and The Animals.

## The Nashville Teens
Jenkins’ muzikale carrière begon toen hij in 1963 Roger Groome verving als drummer van The Nashville Teens. De groep beleefde in 1964 zijn grootste succes met het nummer Tobacco Road, dat de zesde plaats in de UK Singles Chart behaalde. De volgende platen van de groep hadden lang niet zoveel succes.
Het drummen van Jenkins trok de aandacht van Eric Burdon, de zanger van The Animals. Toen John Steel, de drummer van The Animals, in maart 1966 vertrok, vroeg Burdon of Jenkins diens plaats wilde innemen. Jenkins stemde toe. Bij The Nashville Teens werd hij vervangen door zijn voorganger Roger Groome.

## The Animals
Op de lp Animalisms (in de Verenigde Staten Animalization genoemd), die kort na het aantreden van Barry Jenkins bij The Animals uitkwam, speelt hij nog maar een marginale rol. Het drumwerk op de meeste nummers is nog van John Steel.
Wel is Jenkins te horen op de laatste Britse single Don’t Bring Me Down (mei 1966) en de laatste Amerikaanse single See See Rider, waarop de groep zich trouwens al ‘Eric Burdon and The Animals’ noemde (augustus 1966).
In september 1966 vielen The Animals uit elkaar.

## Eric Burdon and the Animals
Eric Burdon en Barry Jenkins gingen samen verder. Met een stel  studiomuzikanten namen ze een lp Eric Is Here en een single Help Me Girl op onder de naam Eric Burdon and The Animals. Al in oktober 1966 hadden ze een echte band om zich heen verzameld. Hun uitvalsbasis werd Californië in de VS. Deze groep, die overigens een sterk wisselende bezetting kende, had een paar hits, zoals When I Was Young, San Franciscan Nights, Monterey en Sky Pilot. In februari 1969 viel ook deze groep uit elkaar.

## Latere activiteiten
Nadat Eric Burdon and The Animals uit elkaar waren gegaan, ging Barry Jenkins terug naar Engeland. Hij drumde korte tijd in een groep met de naam Heavy Jelly en deed een paar schnabbels. Zo maakte hij met onder andere Brian Godding, Julie Driscoll en Brian Auger deel uit van de gelegenheidsformatie B.B. Blunder, die de lp Workers Playtime uitbracht. Later werd hij directeur van een gitaarwinkel in Ramsgate.